# Mauthausner Granit

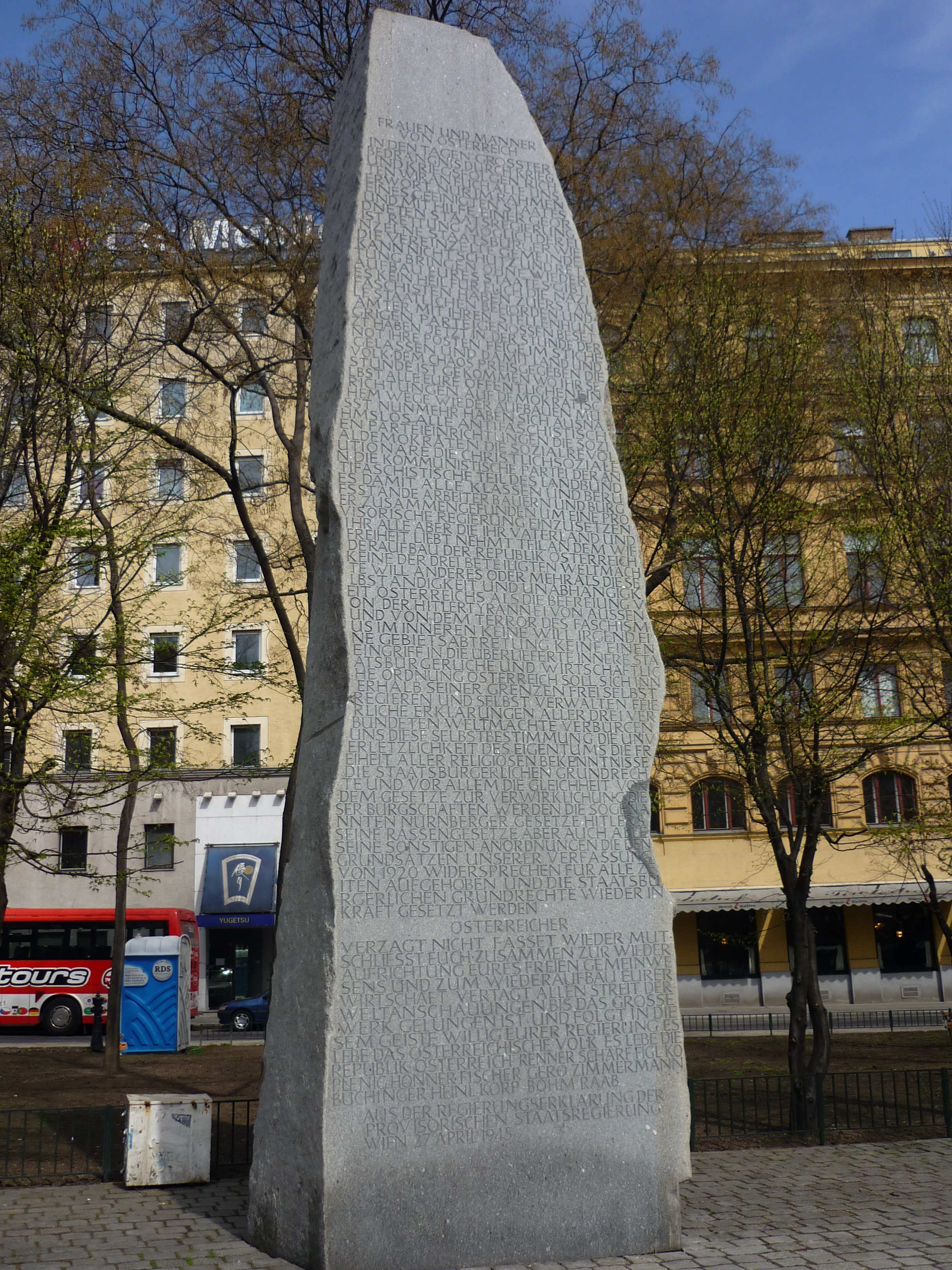
Stein der Republik am Helmut-Zilk-Platz in Wien

Mauthausner Granit (auch Mauthausener Granit) ist eine Typenbezeichnung für fein- bis mittelkörnigen Biotit-Granit mit hellgrauer bis bläulicher Farbe, wie er innerhalb der böhmischen Masse vorkommt. Benannt ist er nach dem Abbau in Mauthausen im Mühlviertel in Oberösterreich, es sind weitere Namen zur Angabe des lokalen Vorkommens üblich bzw. sogar geschützt (z. B. Neuhauser Granit, Perger Granit, Naarntaler Granit). Neben der ursprünglichen Herkunftsbezeichnung hat sich Mauthaus(e)ner Granit in Verbindung mit der Mauthausner Steinindustrie als Handelsname für derartige Granite etabliert.
Seine in der österreichisch-ungarischen Monarchie große Verbreitung als Pflasterstein, aber auch als Bau- und Werkstein bei der Errichtung von Brücken und Gebäuden sind die Ursachen für seine relative Bekanntheit.

## Geologie, Entstehung, Vorkommen
Der Südböhmische Pluton ist sehr heterogen aufgebaut und besteht aus mehreren Granittypen (Weinsberger Granit, Mauthausner Granit, Schremser Granit, Eisgarner Granit).
Hauptgemengteile des Mauthausener Granits sind zu 66 Prozent Feldspat (zu 38 Prozent idomorpher, zonar gebauter Plagioklas (Kalknatronfeldspat) in Form von Andesin-Oligoklas und zu 28 Prozent Mikroklin, auch Silikatfeldspat genannt), zu 10 Prozent Quarz und zu 10 Prozent Biotit (Magnesiumeisenglimmer, auch Dunkelglimmer genannt).
Hornblende (Calcium-Amphibole) oder Muskovit (Hellglimmer, auch Tonerdeglimmer genannt) wurden gelegentlich beobachtet.
Nebengemengteile sind Titanit, Klinozoisit, Orthit, Rutil in Biotit, Apatit, Hellglimmer, Zirkon und Erz. In bestimmten Vorkommen tritt Pyrit als Bestandteil auf. Aus diesem Grund kann das Gestein vereinzelt zur Verfärbung (gelb, Rosttöne) neigen.
Petrologische Untersuchungen ergaben, dass der Verhärtungsvorgang Kristallisation des Mauthausener Granits aus einer hybriden Schmelze in großer Tiefe vor sich ging. Während der Verhärtung des Feldspats und während des Abklingens der variszischen Regionalmetamorphose erfolgte das Einfließen in eine relativ kühle Umgebung. Es kann auch Fleckenbildung um Titanitkristalle beobachtet werden.
Der Mauthausener Granit nimmt im südlichen Unteren Mühlviertel weite Flächen ein, wobei die Orte Altenburg, Arbing, Langenstein,  Mauthausen, Münzbach, Luftenberg, Perg, Pulgarn Pregarten, Ried in der Riedmark, Schwertberg, Tragwein und Bad Zell anzuführen sind.
Auch der fein- bis mittelkörnige Granit um Weitersfelden wurde dazu gezählt, obwohl dieser auch in porphyrischen Spielarten wie der Karlstifter Granit vorkommt. Die chemische Zusammensetzung ist der des Weinsberger Granits sehr ähnlich, es überwiegt jedoch beim Mauthausner Granit der Plagioklas den Mikroklin.
Der Mauthausener Granit prägt in der Regel ein ruhigeres Landschaftsbild, weil er zu feinsandigem Verwitterungsgrus, in Hanglagen zu kantigem Blockwerk zerfällt. Die Abgrenzung der Vorkommen von Weinsberger bzw. Mauthausener Granit ist mitunter schwierig, weil der Mauthausner Granit den Weinsberger Granit in zahllosen Gängen und kleineren Stöcken durchschlägt (wie beispielsweise in Mistlberg -Erdleiten – Feiblmühler nordwestlich und nördlich von Tragwein).
Abarten (Randfazies) des Mauthausener Granits finden sich im Bereich zwischen Münzbach und Pabneukirchen (ähnelt dem mittelkörnigen Weinsberger bzw. Engerwitzdorfer Granit), in der Gegend um Freistadt und St. Oswald bei Freistadt und westlich von Pabneukirchen (Freistädter Granodiorit), südwestlich von Unterweißenbach (Zweiglimmergranit). Eine besondere Abart ist das granitische bis esboitische Kugelgestein, das südlich von Pabneukirchen vorkommt.
Mindestens die Hälfte des unter dem Handelsnamen Mauthausner Granit verbauten Naturwerksteins kam vermutlich nicht aus Mauthausen bzw. dem Mühlviertel, sondern wurde in entfernteren Steinbrüchen innerhalb der böhmischen Masse, beispielsweise in Böhmen, Mähren, aber auch in Bayern abgebaut. Darunter zählten auch Gesteine aus Steinbrüchen der Gegend nördlich von Pilsen bei Jechnitz-Woratschen, Petersburg-Jechnitz und weitere.
Ein Verwitterungsprodukt des Mauthausner Granits ist Kaolin, weshalb in der Gegend Allerheiligen (Kriechbaum), Perg (Weinzierl), Schwertberg und Tragwein ein Bergbaubetrieb (Kamig) im 20. Jahrhundert dort Österreichs größtes Kaolinvorkommen abgebaut hat.

## Früher Abbau, Steinbrüche
Die Verwendung von Werkstücken aus Mauthausener Granit lässt sich bis in die Römerzeit zurückverfolgen. Sie wurden zur Herstellung von Mauerwerk aber auch bereits für künstlerische Handwerksarbeiten verwendet, wie verschiedene Ausstellungsstücke im Museum Lauriacum in Enns beweisen. Hingegen wurde im Mittelalter weitgehend auf die Verwendung von Granit verzichtet.
Beschränkte sich die Gewinnung und die Verwendung des Granits im ausklingenden Mittelalter noch auf die Verarbeitung von Findlingen und den Abbau leicht zu erreichender Schichten, so spielt ab dem 15. bis 18. Jahrhundert zunächst seine handwerkliche Nutzung eine immer größere Rolle.
In der Annakapelle der Filialkirche Altenburg ließ der Erbauer von Schloss Pragstein Ladislaus Prager bzw. dessen Frau 1510 einen Renaissance-Kamin aus Granit aufstellen. Auf dem Boden der Kirche befinden sich unregelmäßige Granitplatten.
Im Urbar der Herrschaft Windhaag wurden 1636 drei Steinbrüche beim Mollnegger, Wansch und Mayrhofer genannt, die schönen Granit für
Steinmetzarbeiten lieferten und zwei Steinbrüche beim Hintermüller und Hofer zu Altenburg, deren Granit nur für Bausteine geeignet war.
Ab wann genau die ersten Steinbrüche in Mauthausen ihren Betrieb aufnahmen lässt sich nicht mehr genau feststellen, aber es gibt Hinweise, die eine frühere gewerbliche Nutzung möglich erscheinen lassen. So war es bis zum 6. Mai 1652 nach altem Recht jedem Bürger des Marktes erlaubt, die für seinen „Hausgebrauch“ nötigen Steine zu brechen bzw. zu sammeln. Dieses Recht wurde ihnen aber von Abraham Widmer, dem Verwalter der Herrschaft Mauthausen, am 6. Mai 1652 genommen. Aus alten Baurechnungen des Stiftes Sankt Florian hervor, dass zwischen den Jahren 1687 und 1715 immer wieder hohe Rechnungsbeträge an den Steinmetz Hans Wolfinger zu Langenstein ausbezahlt wurden. Somit war bereits im ausklingenden 17. Jahrhundert die gewerbliche Nutzung des Granits in der Gegend in und um Mauthausen Realität.
Die erste dokumentierte Steinbruchsgründung in Mauthausen geht auf das Jahr 1781 zurück. Der Steinmetzmeister Johann Gehmacher eröffnete 1781 den Heinrichsbruch im Osten von Mauthausen. Dieser Steinbruch sollte sich in den nächsten Jahrzehnten zum größten Steinbruch in der Gegend um Mauthausen entwickeln. Gegen Ende des 18. Jahrhunderts nahm der Kamptnerbruch seinen Betrieb auf. In den ersten Jahrzehnten des 19. Jahrhunderts entstanden immer mehr Steinbrüche. So folgten auf den Kamptnerbruch 1828 die Gründungen des Bruches am Bettelberg und des Spitalsbruches gegenüber der Heinrichskirche.

### Böhmen
- Jechnitz-Woratschen (nördlich von Pilsen)
- Petersburg-Jechnitz (nördlich von Pilsen)

### Mühlviertel

#### Gusen
- Kastenhof in St. Georgen an der Gusen
- Pierbauer in St. Georgen an der Gusen

#### Langenstein

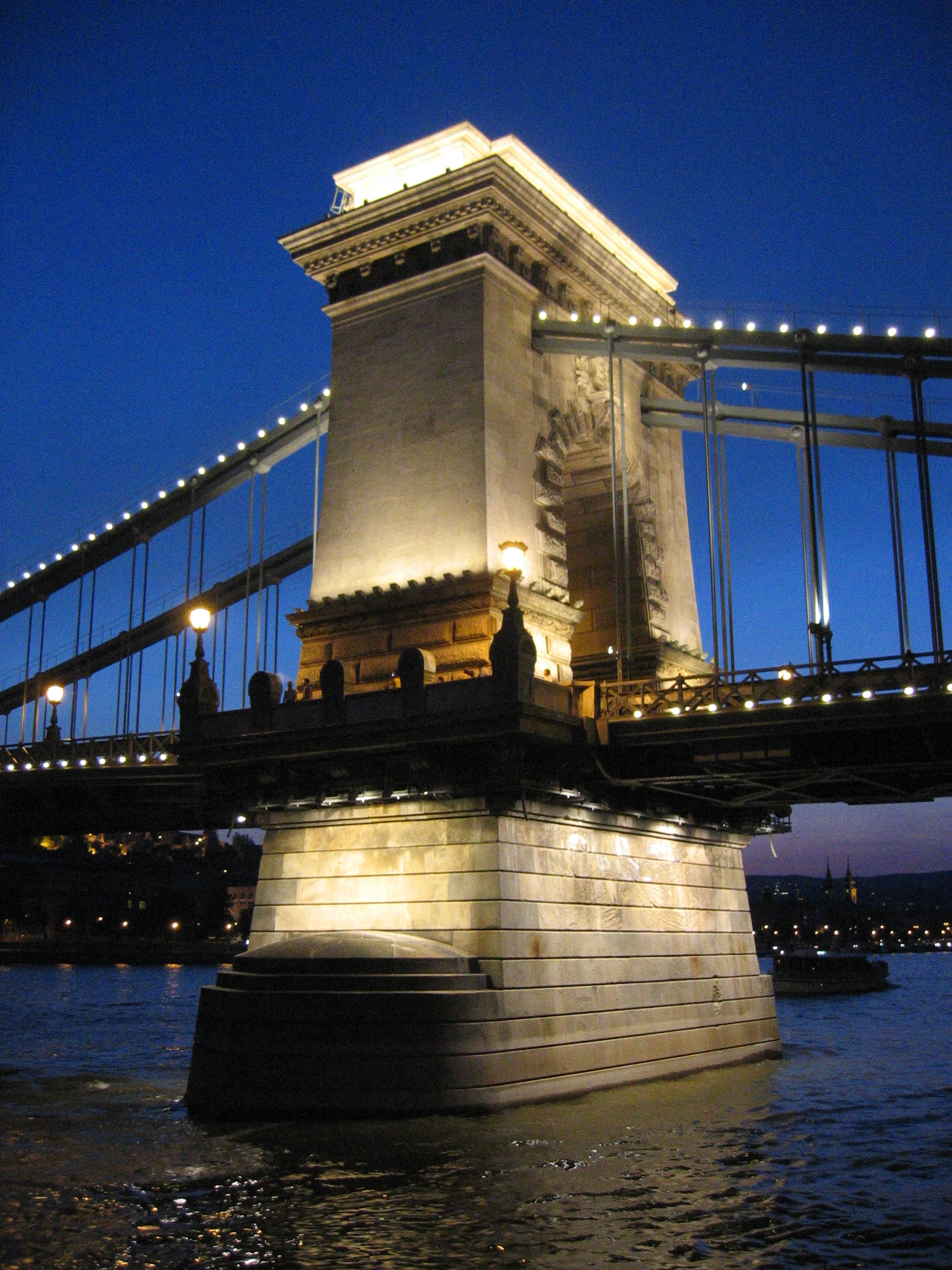
Pfeiler der Kettenbrücke in Budapest aus dem Dirnbergerbruch in Langenstein

- Dirnbergerbruch in Gusen: Georg Simon von Sina ließ dort ab 1840 die Quader für die Pfeiler der Kettenbrücke in Budapest brechen und bearbeiten, wozu er ungefähr 200 Arbeiter beschäftigte. Weil die Brücke von einer englischen Baugesellschaft errichtet wurde, sprach man in Langenstein vom „Engländerbruch“. Die Steine wurden mit Ruderschiffen nach Budapest gebracht. Spätere Pächter des Dirnbergerbruchs waren Schulters, Lengauer, Poschacher, Schärdinger Granit. Im Krieg Teil des KZ Gusen.  Heute Areal der Firma Poschacher Natursteinwerke. Wurde 1990 als Werksteinlieferant eingestellt.

#### Mauthausen
- Bauer

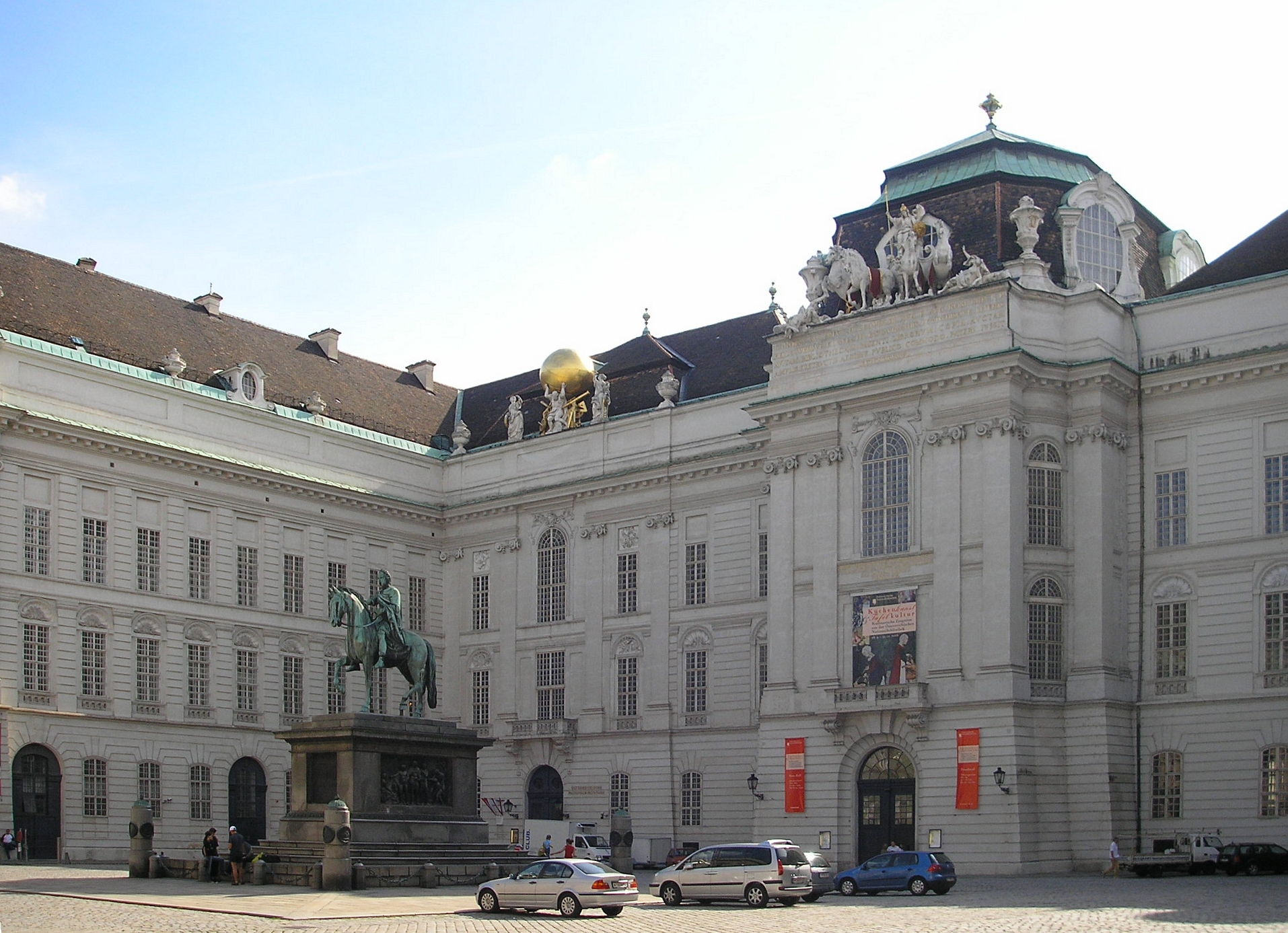
Der Sockel der Reiterstatue Josef II. ist aus Mauthausner Granit und stammt aus dem Heinrichsbruch in Mauthausen

- Bettelberg: Dieser Steinbruch war 1828 einer der Ersten, die im Zuge der viele Gründungen am Beginn des 19. Jahrhunderts entstanden waren. Bis ins Jahr 1916 befand sich auch dieser Bruch im Besitz der Familie Poschacher, wurde aber bereits 1906 von einem Wiener Pflastermeister gepachtet und 10 Jahre später von der Gemeinde Wien erworben. Der Preis betrug 30.000 Kronen in bar sowie ein Grundstück im Wert von 10.000 Kronen.[14] Während des Zweiten Weltkriegs war der Steinbruch gemeinsam mit den Steinbrüchen Wienergraben und Marbach sowie in Gusen Kastenhof und Pierbauer an die Granitwerke Mauthausen verpachtet bzw. von diesen beschlagnahmt. Der Granitstein im Bettelberg war besonders gut spaltbar, eignete sich aber wegen seiner grobkörnigen Struktur nicht für hohe Belastbarkeit und besondere Formungen. Einsatz fand dieser Granit vor allem im Straßenbau. Die Wiener Städtischen Granitwerke betrieben bis 1982 den letzten aktiven Steinbruch in Mauthausen.
- Böck
- Böhm
- Augustin Dersch/Leopold Heindl/Türke geschlossen 1911.
- Heinrichsbruch: Der Heinrichsbruch wurde 1781 von Johann Gehmacher eröffnet und hatte später eine Breite von 300 und eine Höhe 80 Metern. Gehmacher beteiligte sich in Wien an einem Preisausschreiben „Zur Auffindung des besten Steins zu einer Pflasterung der Straßen Wiens“ und legte Mustersteine aus Mauthausner Granit vor. Er gewann die ausgeschriebenen 100 Dukaten und lieferte 1807 Steine für das Denkmal Josef II. am Josefsplatz bei der Wiener Hofburg. Damit wurde Mauthausner Granit so bekannt, dass König Ludwig in Bayern für das Denkmal Max I. den grauen feinkörnigen Granit aus dem Heinrichsbruch wünschte. Gemacht wurde es dann doch aus dem Bayernwaldgranit von Hauzenberg. Gehmachers Sohn Friedrich konnte mit dem Denkmal Kaiser Franz II/I. im großen Wiener Burghof ein weiteres Meisterwerk liefern. Wirtschaftlich von Bedeutung waren aber die Lieferungen von „Wiener Granitpflaster“ in großem Stil. Die Steine wurden per Schiff auf der Donau nach Wien transportiert.
- Herndl
- Holzer
- Höller
- Kamptnerbruch (Ende des 18. Jahrhunderts): Mit diesem Bruch begründete Anton Poschacher (Industrieller, 1812) die A. Poschacher Granitwerke, die in der Folgezeit zum Herzstück der Mauthausner Steinindustrie wurden.
- Strasser
- Spitalsbruch (1828)
- Wiener Graben[15] (Marbach/Mauthausen(Langestein)), erworben von der Kommune Wien, später Teil des KZ Gusen (siehe auch Granitwerke Mauthausen)

#### Münzbach
- Mayrhofer
- Mollnegger
- Wansch

#### Perg

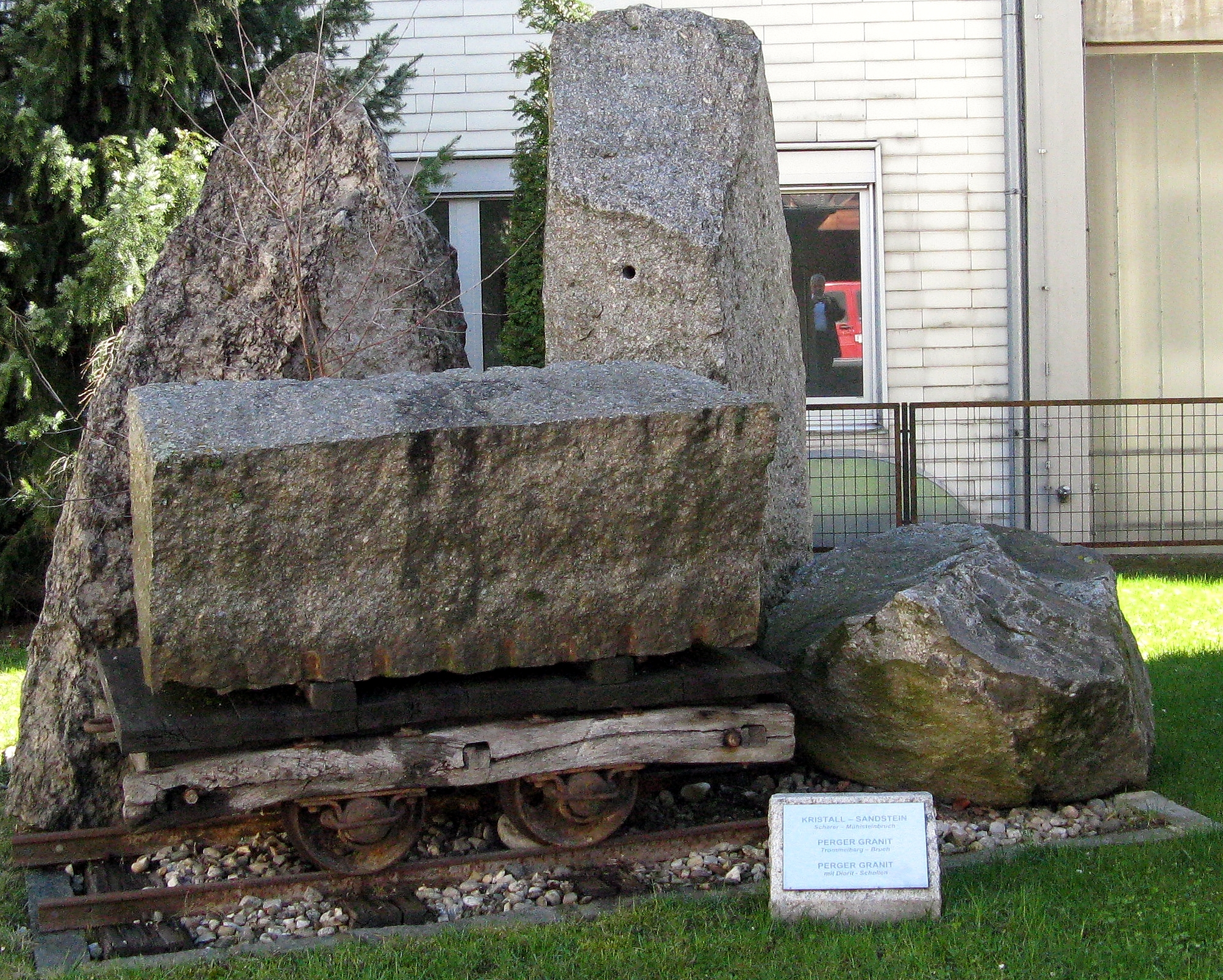
Perger Granit aus dem Trommelbergbruch

Im Jahr 1883 waren im Granitwerk Perg in den nachstehend angeführten Steinbrüchen und Gebäuden 284 Personen beschäftigt (1 Beamter, 17 Poliere, 18 Steinmetze, 92 Würfelmacher, 67 Ritzer (Versetzer), 59 Tagelöhner, 20 Schmiede, 1 Knecht, 9 Lehrjungen).
Im Jahr 1887 waren 292 Personen beschäftigt (83 im Trommelbergbruch, 38 in der Hammerleiten, 36 in Lanzenberg, 44 im Hörzenbergbruch, auf der Aiser in Schwertberg 61, in der Steinmetzwerkstatt 22 und in der Hammerschmiede 8). Betriebsleiter in Perg war von Anfang der 1880er-Jahre bis zu seinem Tod Michael Burgholzer (* 1837; † 1908), Bürgermeister von Perg von 1876 bis 1883). Ihm folgte für kurze Zeit Johann Ev. Spatzek und dann bis 1954 Franz Spatzek.
1943 waren zunächst 45 (Trommelberg und Hammerschmiede), später nur noch 34 beschäftigt. 1945 wurde der kurzzeitig stillgelegte Trommelberg mit 20 Mann eröffnet. 1946 waren 35 Personen beschäftigt, 1947 52, 1948 57. Aufträge aus dem übrigen Oberösterreich waren nicht zu erhalten, weil man nichts in der sowjetischen Besatzungszone bestellen wollte.
- Hammerleite (Georg Willnauer, Aktiengesellschaft für Straßen und Brückenbauten, Anton Poschacher), stillgelegt kriegsbedingt am 31. Juli 1942.
- Hammerschmiede (Franz Enengl und Jakob Erblich, Aktiengesellschaft für Straßen und Brückenbauten, Anton Poschacher), Granitwerk, ab 1959/1960 Elektrizitätswerk Hammerschmiede der Familie Poschacher
- Lanzenberg (Franz und Josefa Herndl, Aktiengesellschaft für Straßen und Brückenbauten, Anton Poschacher)
- Trommelbergbruch (Michael Burgholzer, Aktiengesellschaft für Straßen und Brückenbauten, Anton Poschacher), 1945 kurzzeitig stillgelegt, in den 1980er-Jahren zunächst Einstellung der Würfelproduktion und später Einstellung der Steinmetzarbeit etwa 1990.

#### Sankt Martin
- Neuhaus (Neuhauser Granitstein-Gewerkschaft August und Eduard Planck)
- Maria-Luisenbruch in Plöcking

#### Schlägl
- Breitenstein in Schlägl

#### Schwertberg
- Josefstal (Carl Berger)
- Kommunebruch in Windegg (erworben von der Kommune Wien)

#### Steyregg
- Pulgarn (2 Steinbrüche, Abbau bis 1925)

#### Waldhausen
- Gloxwald (mehrere Steinbrüche von Leopold Strasser, später Maria und Franz Helbich, später Schöllerbank und Konsortium Helbich-Spanlang, geschlossen 1980)

#### Windhaag bei Perg (Altenburg)
- Hintermüller in Altenburg (Gemeinde Windhaag)
- Hofer in Altenburg (Gemeinde Windhaag)

### Südlich der Donau

#### Enhagen (Enns)
- Tabor

## Wirtschaftliche Bedeutung und Verwendung
Mauthausner Granit ist vielfach verwendbar, etwa:
- Grabsteine
- Pflastersteine
- Portale
- Säulen
- Schotter
- Steinmetzarbeiten
- Treppenstufen

Das größte Werkstück aus Mauthausner Granit, das je geliefert wurde, stammt aus dem Perger Trommelbergbruch, wiegt 57 Tonnen und ist 8,4 Meter hoch. Es handelt sich um den Stein der Republik am Mahnmal gegen Krieg und Faschismus auf dem Helmut-Zilk-Platz (früher Albertinaplatz) in Wien und enthält Teile der Regierungserklärung zur Gründung der 2. Republik sowie die Namen der Männer, die sie am 27. April 1945 unterzeichnet haben.
Zahlreiche Anwendungsbeispiele sind im Hauptartikel Mauthausner Steinindustrie aufgezählt.